# Тарасовське сільське поселення (Сарапульський район)
Тара́совське сільське поселення — муніципальне утворення в складі Сарапульського району Удмуртії, Росія. Адміністративний центр — село Тарасово.

## Історія
2016 року до складу поселення була включена територія ліквідованого Соколовського сільського поселення (присілок Соколовка).

## Населення
Населення становить 1742 особи (2019, 1823 у 2010, 1841 у 2002).

## Склад
До складу поселення входять такі населені пункти:
| Населений пункт     | Населення, осіб (2002) | Населення, осіб (2010) |
| ------------------- | ---------------------- | ---------------------- |
| Соколовка, присілок | 707                    | 767                    |
| Тарасово, село      | 1134                   | 1056                   |

## Господарство
У поселенні діють 2 школи, школа-інтернат, 2 садочки, 2 клуби, 2 бібліотеки та2 фельдшерсько-акушерських пункти.